# Jean Roux
Pour les articles homonymes, voir Jean Roux (occitaniste) et Roux.
Jean Roux est un zoologiste suisse, né le 5 mars 1876 à Genève et mort le 1er décembre 1939.

## Biographie
Il fait ses études à Genève auprès d’Émile Yung (1854-1918) et obtient son titre de docteur en 1899. Il se consacre d’abord aux protozoaires et fait ses recherches postdoctorales à Berlin. En 1902, il devient conservateur du Naturhistorisches Museum de Bâle ce qui l’oblige à s’orienter vers l’herpétologie notamment parce que l’institution conserve les riches collections rassemblées par son prédécesseur Fritz Müller (1834-1895). Bien qu’il soit invité à venir travailler au Muséum Senckenberg, il préfère demeurer à Bâle.
Il fait plusieurs voyages notamment dans des îles entre la Nouvelle-Guinée et l’Australie en 1907-1908, puis en Nouvelle-Calédonie et dans les îles Loyauté en 1911-1912 aux côtés de Fritz Sarasin (1859-1942). Il quitte ses fonctions en 1937 et est remplacé par Lothar Hendrich Emil Wilhelm Forcart (1902-1990).
Il est l'auteur, avec Fritz Sarasin, d'une remarquable Ethnologie des Kanak (1929, en allemand, republiée en français vers 2000).

## Source
- Kraig Adler (1989). Contributions to the History of Herpetology, Society for the study of amphibians and reptiles.